# Torrey (Nueva York)
Torrey es un pueblo ubicado en el condado de Yates en el estado estadounidense de Nueva York. En el año 2000 tenía una población de 1,307 habitantes y una densidad poblacional de 22 personas por km².

## Geografía
Torrey se encuentra ubicado en las coordenadas 42°40′44″N 77°57′31″O / 42.67889, -77.95861.

## Demografía
Según la Oficina del Censo en 2000 los ingresos medios por hogar en la localidad eran de $39,453, y los ingresos medios por familia eran $40,350. Los hombres tenían unos ingresos medios de $31,625 frente a los $24,083 para las mujeres. La renta per cápita para la localidad era de $15,955. Alrededor del 12% de la población estaban por debajo del umbral de pobreza.